# Hutchinson, Minnesota
Hutchinson är en stad i McLeod County i Minnesota. Vid 2010 års folkräkning hade Hutchinson 14 178 invånare.

## Kända personer från Hutchinson
- Lindsay Whalen, basketspelare